# 239 p.n.e.
| [ Edytuj tabelę ] |                                                                                  |
| Król Baktrii      | - 250 p.n.e. Diodotos I 238 p.n.e.                                               |
| Król Bitynii      | - 250 p.n.e. Ziaelas 229 p.n.e.                                                  |
| Władca Egiptu     | - 246 p.n.e. Ptolemeusz III 221 p.n.e.                                           |
| Król Epiru        | - 240 p.n.e. Ptolemeusz z Epiru 234 p.n.e.                                       |
| Król Ilirii       | - 250 p.n.e. Agron 230 p.n.e.                                                    |
| Król Magadhy      | - 273 p.n.e. Aśoka 232 p.n.e.                                                    |
| Król Macedonii    | - 277 p.n.e. Antygon II Gonatas 239 p.n.e. - 239 p.n.e. Demetriusz II 229 p.n.e. |
| Król Partów       | - 247 p.n.e. Arsakes 217 p.n.e.                                                  |
| Władca Pergamonu  | - 241 p.n.e. Attalos I 197 p.n.e.                                                |
| Król Pontu        | - 256 p.n.e. Mitrydates II 220 p.n.e.                                            |
| Władca Seleucydów | - 246 p.n.e. Seleukos II Kallinikos 226 p.n.e.                                   |
| Król Sparty       | - 254 p.n.e. Leonidas II 235 p.n.e. - 241 p.n.e. Eudamidas III 228 p.n.e.        |
| Tyran Syrakuz     | - 275 p.n.e. Hieron II 215 p.n.e.                                                |

Rok 239 p.n.e.
stulecia: IV wiek p.n.e. ~
III wiek p.n.e. ~
II wiek p.n.e.

lata: 249 p.n.e. «
243 p.n.e. «
242 p.n.e. «
241 p.n.e. «
240 p.n.e. «
239 p.n.e. »
238 p.n.e. »
237 p.n.e. »
236 p.n.e. »
235 p.n.e. »
229 p.n.e.

## Wydarzenia
- oderwanie się od imperium Seleucydów i powstanie niezależnego królestwa Greków w Baktrii, na terenach dzisiejszego Afganistanu (data sporna lub przybliżona)
- wybuchła wojna między Macedonią a Związkami Achajskim i Etolskim
- Demetriusz II Antygonida objął rządy w Macedonii

## Urodzili się
- Enniusz – poeta rzymski, uważany za ojca literatury rzymskiej

## Zmarli
- Antygon II Gonatas – król Macedonii